# Coryphellina hamanni
Espèce
Synonymes
- Flabellina hamanni Gosliner, 1994[1]

Coryphellina hamanni est une espèce de nudibranches de la famille des Flabellinidés. Ce petit mollusque orange ou rose translucide aux cérates de coloration similaire vit dans la mer des Caraïbes. Hermaphodite comme tous les nudibranches, il dépose un cordon en spirale composé de milliers d’œufs blancs desquels éclosent des larves véligères.

## Taxinomie et étymologie
L'holotype a été collecté sur le littoral de Grand Bahama, île des Bahamas. C'est le naturaliste Jeff Hamann qui est à l'origine de cette découverte, l'épithète spécifique lui a donc été dédié

## Répartition et habitat
L'espèce Coryphellina hamanni est répertoriée depuis les Bahamas jusqu'au Venezuela. Les différents individus ont été observés de 3 jusqu'à 20 m de profondeur,.

## Description
Ce nudibranche mesure entre 1 et environ 4 cm à l'âge adulte. Le corps est translucide, de coloration rose à orange ; les tentacules buccaux, les rhinophores ainsi que les tentacules du pied sont de couleur similaire mais leur extrémité est marquée d'une tache opaque jaune crémeux qui est précédée d'un anneau violet ou rougeâtre. Les cérates possèdent également une extrémité d'un jaune équivalent ainsi qu'un anneau violet qui est nettement plus fin ; cependant, sous cet anneau les cérates sont blanc opaque quasiment jusqu'à leur base, où le blanc devient peu à peu translucide. Les cérates sont plus étroits à leur base qu'à leur sommet. Les rhinophores sont allongés et arrondis à leur extrémité, leur surface postérieure est couverte de papilles. 